# 29292 Conniewalker
Conniewalker (asteróide 29292) é um asteróide da cintura principal, a 1,8791788 UA. Possui uma excentricidade de 0,1996139 e um período orbital de 1 314 dias (3,6 anos).
Conniewalker tem uma velocidade orbital média de 19,43830808 km/s e uma inclinação de 25,54543º.
Este asteróide foi descoberto em 24 de Maio de 1993 por Carolyn Shoemaker, David Levy.